# 사모스섬
사모스(그리스어: Σάμος, Samos)는 에게해 동부, 히오스섬의 남부, 파트모스섬과 도데카니사 제도의 북부, 소아시아 연안에 있는 그리스의 섬이다. 그리스 신화의 주신 제우스의 아내 헤라 여신이 태어난 섬이며, 그녀를 모신 신전 유적은 1992년에 사모스섬의 피타고리오와 헤라 신전으로 유네스코 세계 유산에 등록되었다. 에피쿠로스와 피타고라스가 태어남 섬이기도 하다.

## 지리

### 위치와 지리적 환경
현재의 터키의 서남쪽의 육지로부터 약 2km 정도 밖에 떨어져 있지 않다. 섬의 크기는 472.5km2이며 동서로 폭은 약 43km, 남북으로는 약 13km에 달한다. 섬의 중심부에는 사화산 케르키스산(고대 그리스어로는 케르케테아스산, 고도는 1,433m에서 1,450m 사이 수치가 주어진다)이 솟아 있으다. 섬의 중심 도시이자 사모스현의 현도는 항구 도시인 사모스이다. 이 도시의 옛 명칭은 바시(Βαθύ)로 지금도 구 시가는 바시로 불린다. 피타고라스의 이름을 딴 피사고리오(Πυθαγόρειο, 옛 이름은 티가니)도 주요 항구도시이다.

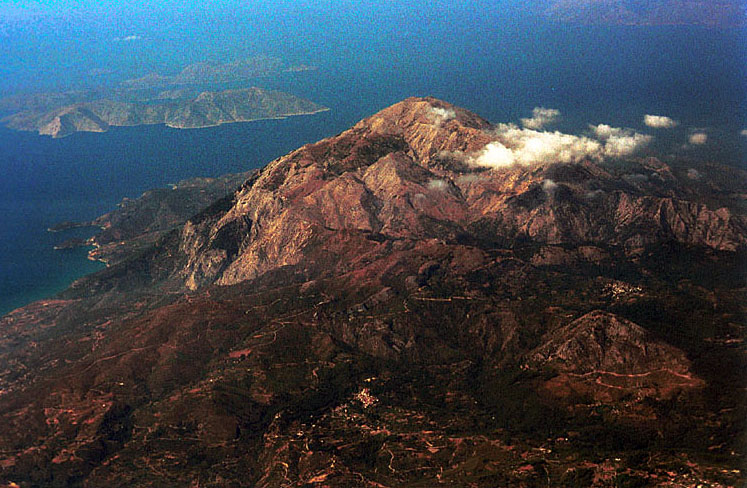
하늘에서 본 사모스섬의 케르키스산
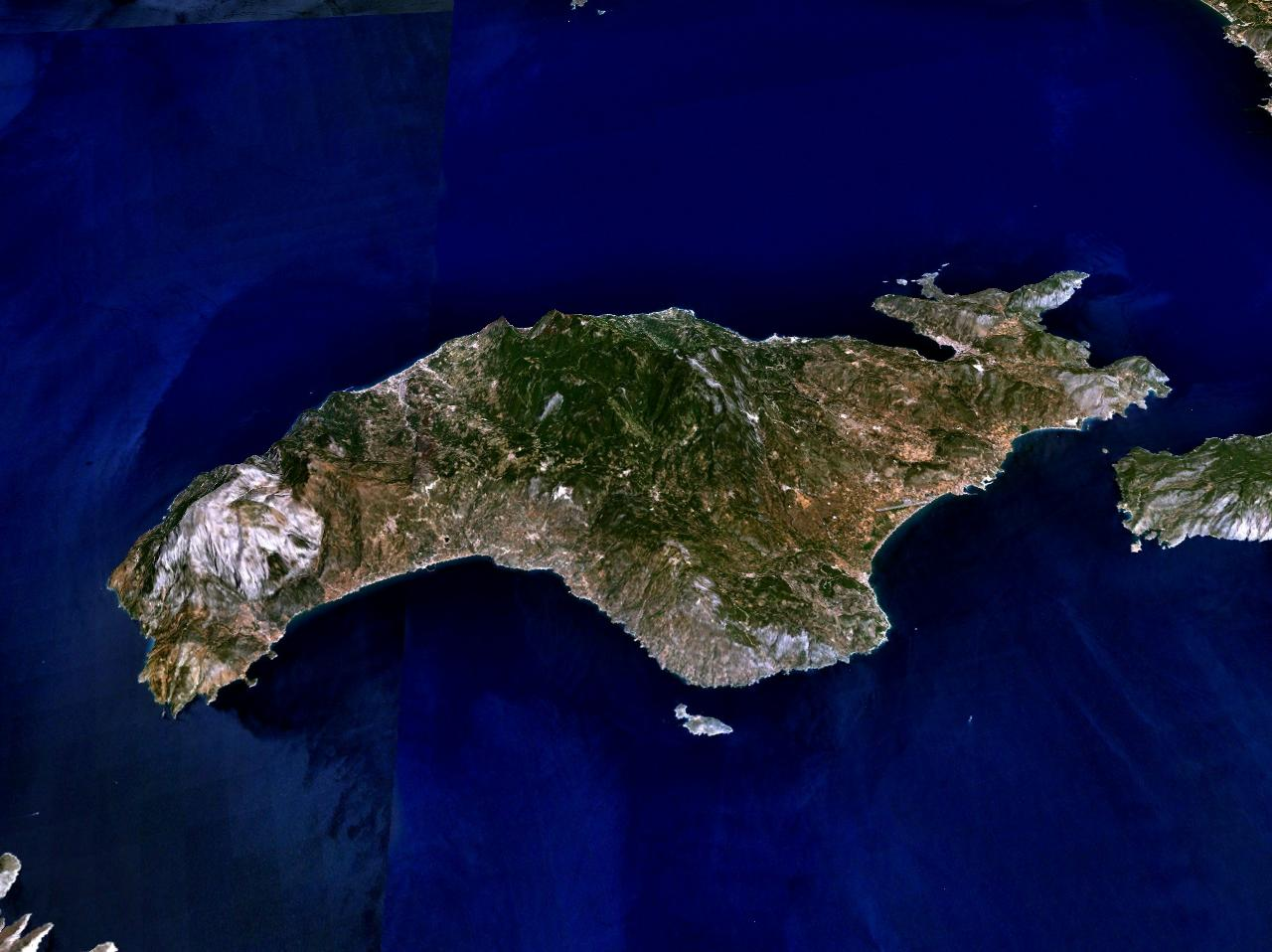
나사위성에서 본 사모스섬

### 기후
| 사모스 공항(1978-2010)의 기후                                                         | 사모스 공항(1978-2010)의 기후 | 사모스 공항(1978-2010)의 기후 | 사모스 공항(1978-2010)의 기후 | 사모스 공항(1978-2010)의 기후 | 사모스 공항(1978-2010)의 기후 | 사모스 공항(1978-2010)의 기후 | 사모스 공항(1978-2010)의 기후 | 사모스 공항(1978-2010)의 기후 | 사모스 공항(1978-2010)의 기후 | 사모스 공항(1978-2010)의 기후 | 사모스 공항(1978-2010)의 기후 | 사모스 공항(1978-2010)의 기후 | 사모스 공항(1978-2010)의 기후 |
| 월                                                                                    | 1월                           | 2월                           | 3월                           | 4월                           | 5월                           | 6월                           | 7월                           | 8월                           | 9월                           | 10월                          | 11월                          | 12월                          | 연간                          |
| ------------------------------------------------------------------------------------- | ----------------------------- | ----------------------------- | ----------------------------- | ----------------------------- | ----------------------------- | ----------------------------- | ----------------------------- | ----------------------------- | ----------------------------- | ----------------------------- | ----------------------------- | ----------------------------- | ----------------------------- |
| 역대 최고 기온 °C (°F)                                                                | 20.4 (68.7)                   | 21.6 (70.9)                   | 25.0 (77.0)                   | 30.0 (86.0)                   | 36.4 (97.5)                   | 39.6 (103.3)                  | 43.0 (109.4)                  | 41.4 (106.5)                  | 37.2 (99.0)                   | 36.0 (96.8)                   | 27.2 (81.0)                   | 23.0 (73.4)                   | 43.0 (109.4)                  |
| 일평균 최고 기온 °C (°F)                                                              | 13.5 (56.3)                   | 13.5 (56.3)                   | 15.9 (60.6)                   | 19.7 (67.5)                   | 24.9 (76.8)                   | 30.1 (86.2)                   | 33.0 (91.4)                   | 32.8 (91.0)                   | 28.6 (83.5)                   | 23.5 (74.3)                   | 18.4 (65.1)                   | 15.0 (59.0)                   | 22.4 (72.3)                   |
| 일일 평균 기온 °C (°F)                                                                | 10.3 (50.5)                   | 10.0 (50.0)                   | 12.1 (53.8)                   | 15.9 (60.6)                   | 20.6 (69.1)                   | 25.5 (77.9)                   | 28.4 (83.1)                   | 27.9 (82.2)                   | 24.3 (75.7)                   | 19.4 (66.9)                   | 14.5 (58.1)                   | 11.9 (53.4)                   | 18.4 (65.1)                   |
| 일평균 최저 기온 °C (°F)                                                              | 7.2 (45.0)                    | 6.9 (44.4)                    | 8.4 (47.1)                    | 11.1 (52.0)                   | 14.9 (58.8)                   | 19.5 (67.1)                   | 22.8 (73.0)                   | 22.8 (73.0)                   | 19.2 (66.6)                   | 15.5 (59.9)                   | 11.3 (52.3)                   | 8.8 (47.8)                    | 14.0 (57.2)                   |
| 역대 최저 기온 °C (°F)                                                                | −2.4 (27.7)                   | −3.4 (25.9)                   | −1.0 (30.2)                   | 2.5 (36.5)                    | 7.4 (45.3)                    | 8.8 (47.8)                    | 14.8 (58.6)                   | 16.4 (61.5)                   | 12.2 (54.0)                   | 7.0 (44.6)                    | 1.0 (33.8)                    | −1.4 (29.5)                   | −3.4 (25.9)                   |
| 평균 강수량 mm (인치)                                                                 | 135.0 (5.31)                  | 105.5 (4.15)                  | 76.4 (3.01)                   | 40.2 (1.58)                   | 19.8 (0.78)                   | 1.6 (0.06)                    | 0.5 (0.02)                    | 0.5 (0.02)                    | 16 (0.6)                      | 35.8 (1.41)                   | 116.4 (4.58)                  | 156.8 (6.17)                  | 704.5 (27.69)                 |
| 평균 강수일수                                                                         | 12.4                          | 10.4                          | 8.6                           | 7.4                           | 4.0                           | 1.1                           | 0.2                           | 0.1                           | 1.4                           | 4.6                           | 9.3                           | 13.7                          | 73.2                          |
| 평균 상대 습도 (%)                                                                    | 70.2                          | 68.1                          | 67.5                          | 64.4                          | 59.1                          | 50.5                          | 43.7                          | 46.0                          | 51.6                          | 62.2                          | 68.6                          | 72.6                          | 61.3                          |
| 출처 1: Hellenic National Meteorological Service (temperature and precipitation days) |                               |                               |                               |                               |                               |                               |                               |                               |                               |                               |                               |                               |                               |
| 출처 2: NOAA (precipitation, and extremes), Info Climat extremes 1991-present         |                               |                               |                               |                               |                               |                               |                               |                               |                               |                               |                               |                               |                               |

## 역사
고대에 이오니아 문화의 중심지였다. 기원전 540년경에 세워진 헤라 신전인 헤라이온이 유명한 건축물이다. 사모스섬에 관련된 인물로는 피타고라스와 아이소포스(이솝)이 유명하다.

## 경제
담배, 사모스 포도주, 꿀, 올리브유, 감귤류, 말린 무화과 열매, 아몬드, 포도주에 사용되는 머스캣 포도가 생산된다. 특히 사모스 포도주는 사모스섬의 전통적인 특산물로 고대부터 찬사를 받았으며 아직도 지중해 동부 연안에서는 고급 포도주라는 평판을 유지하고 있다.

## 인물
- 이솝, 이야기꾼
- 사모스의 아리스타르코스
- 아시오스 (사모스)
- 사모스의 코논
- 에피쿠로스(기원전 4세기)
- 멜리소스, 철학자
- 폴리크라테스 (사모스)(기원전 6세기)

- 피타고라스(기원전 6세기)

## 갤러리

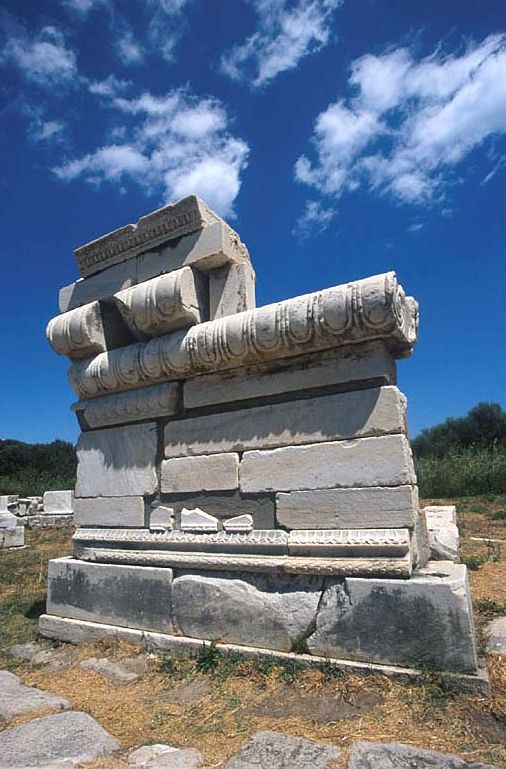
사모스의 헤라 신전 유적
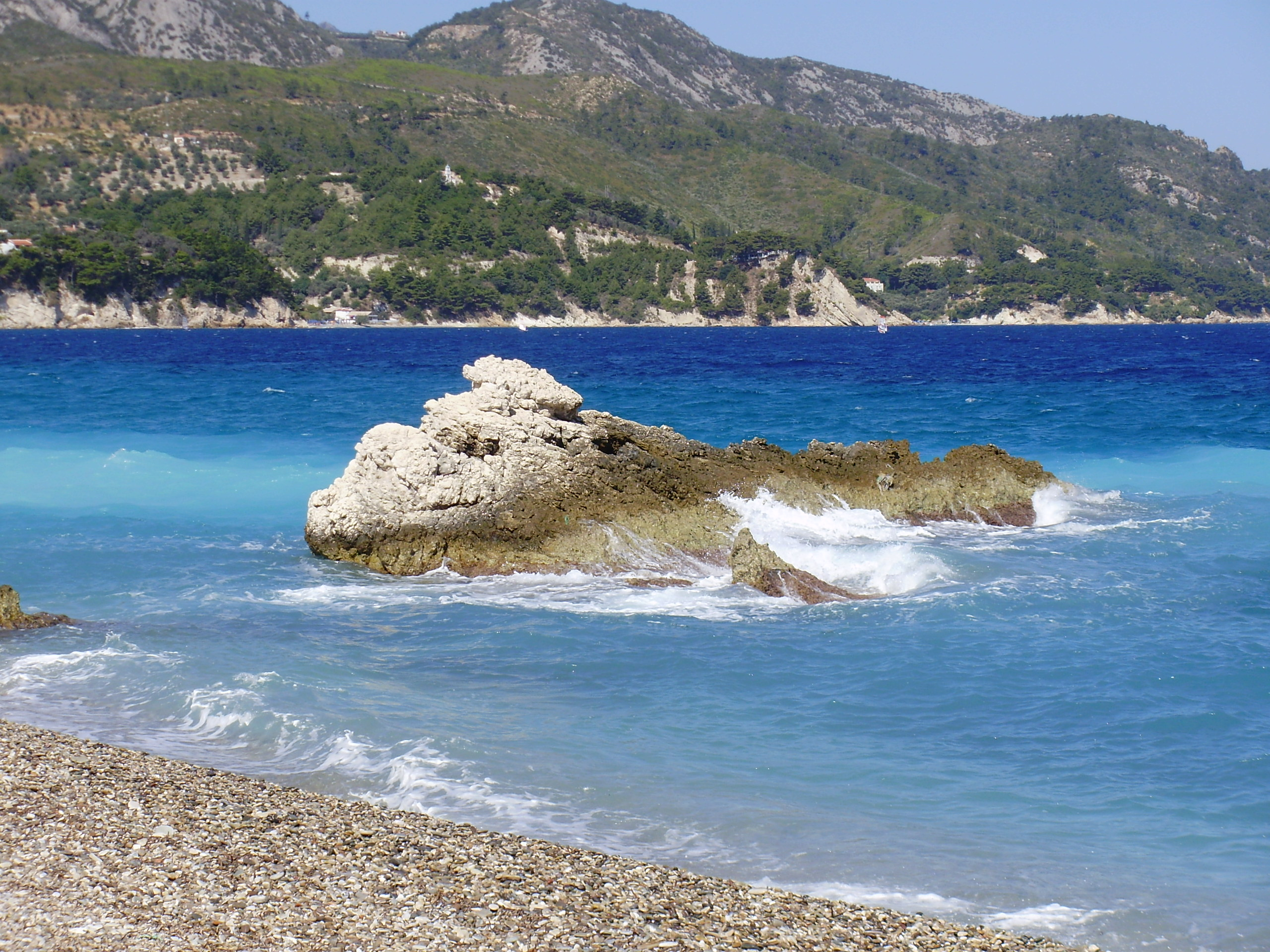
코카리 해변
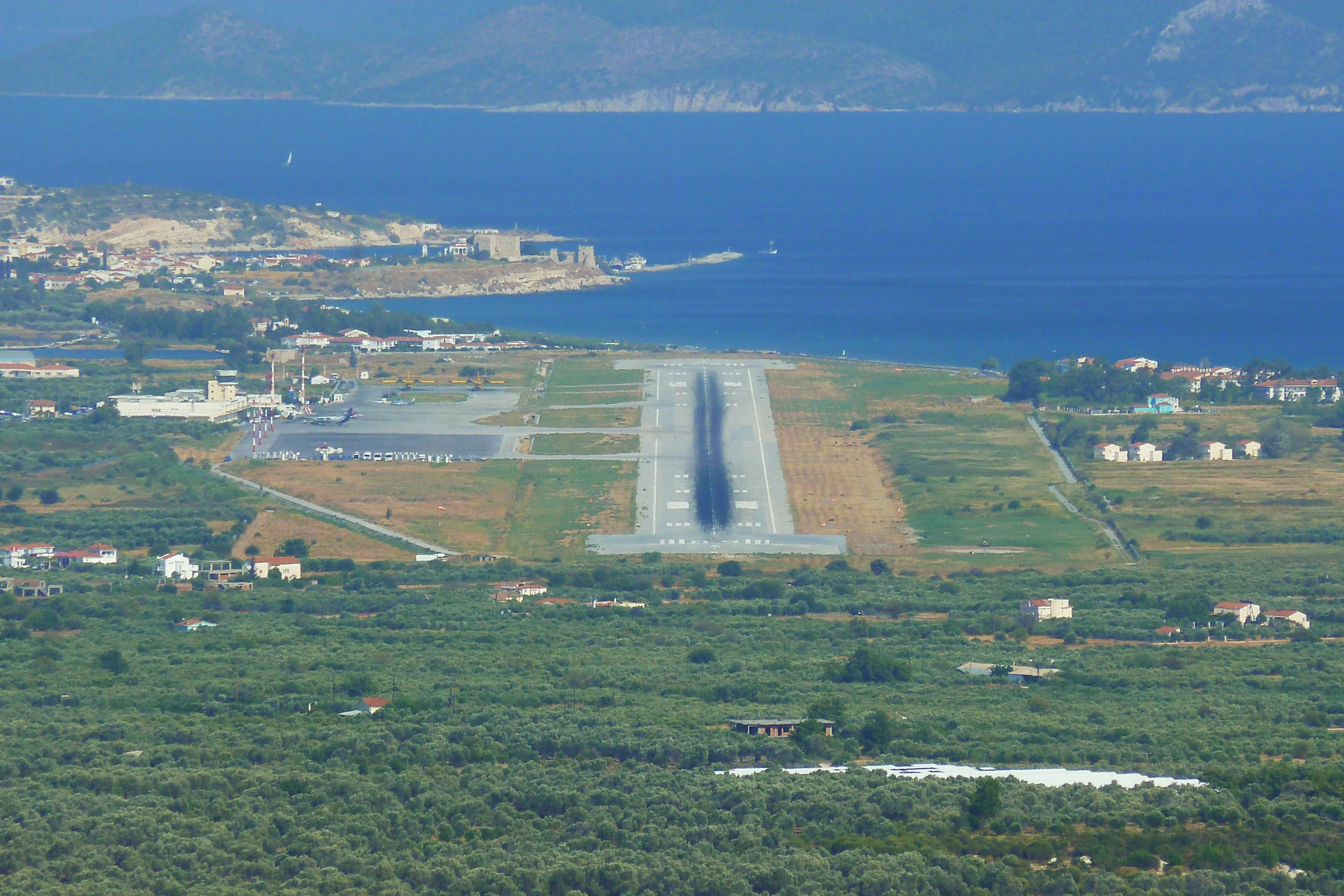
사모스 국제공항
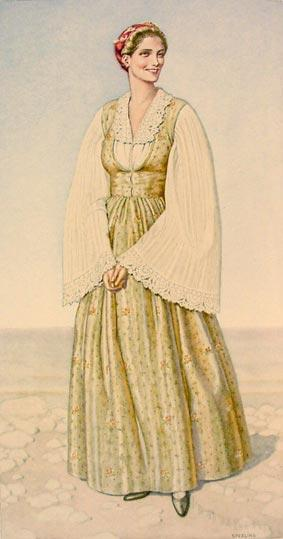
사모스 전통 의상

## 같이 보기
- 크세노폰